# 준 니가미
준 니가미(Jun Negami, 1923년 9월 20일 ~ 2005년 10월 24일)는 일본의 배우, 영화배우이다.
도쿄에서 태어났으며 도쿄에서 사망하였다.

## 영화
- 샤소 (1989년)
- 미시마 - 그의 인생 (1985년)
- 웬 더 쿠키 크럼블스 (1967년)
- 아내는 고백한다 (1961년)
- 난류 (1957년)
- 8월 달의 찻집 (1956년)
- 골든 데몬 (1954년)
- 번개 (1952년)